# 제이슨 파운트

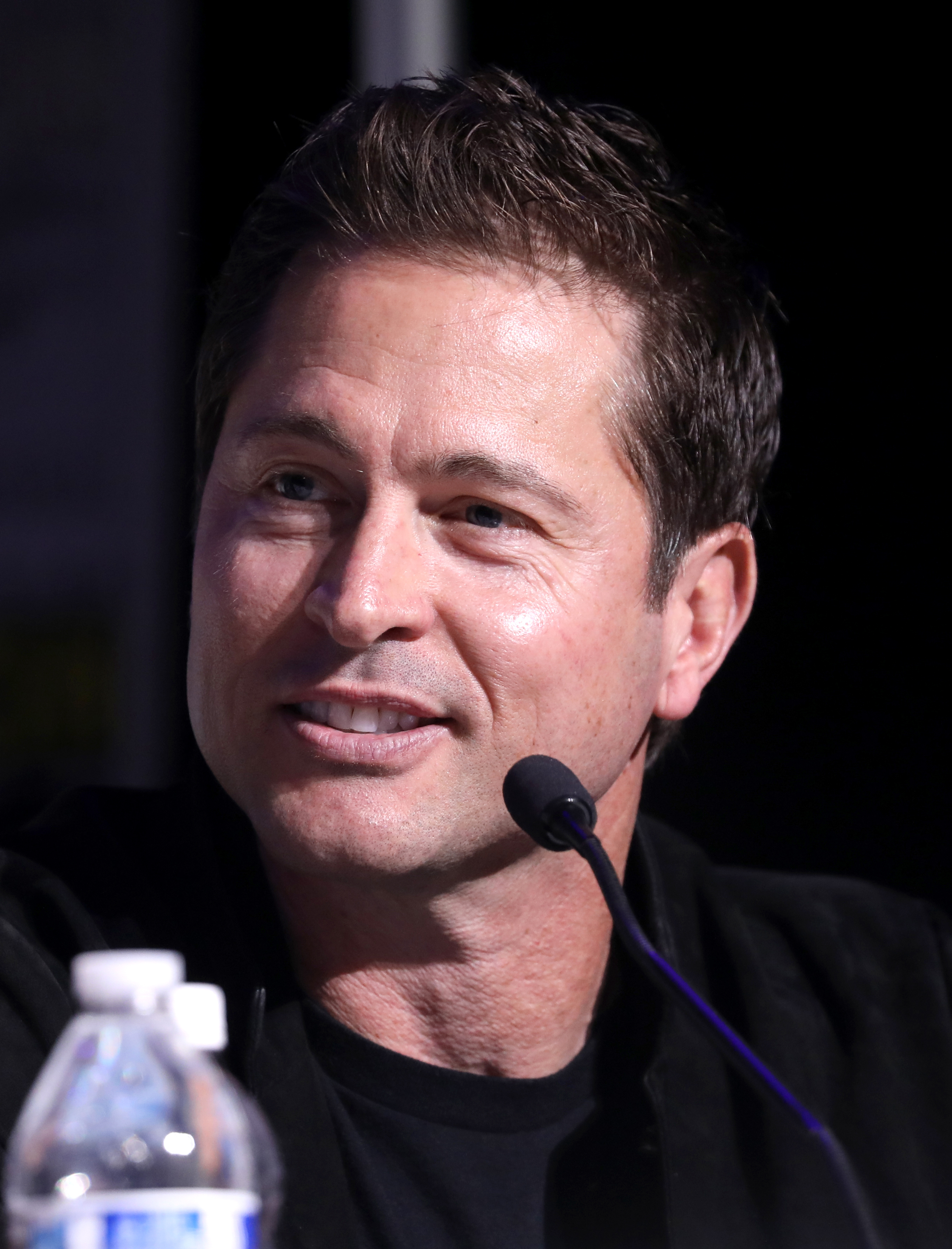

제이슨 파운트(Jason Faunt, 1974년 11월 20일 ~ )는 미국의 배우, 텔레비전 배우, 각본가, 영화 프로듀서이다.
시카고에서 태어났다.

## 영화
- 어 토킹 포니!?! (2013년)
- 지킬 (2007년)
- 이브 (2003년)
- 파워 레인저 타임 포스 - 시리즈 (2001년) - 웨슬리 콜린스 역
- 파워 레인저 타임 포스 - 포토 피니시 (2001년) - 웨슬리 콜린스 역